# Hieronymus von Prag

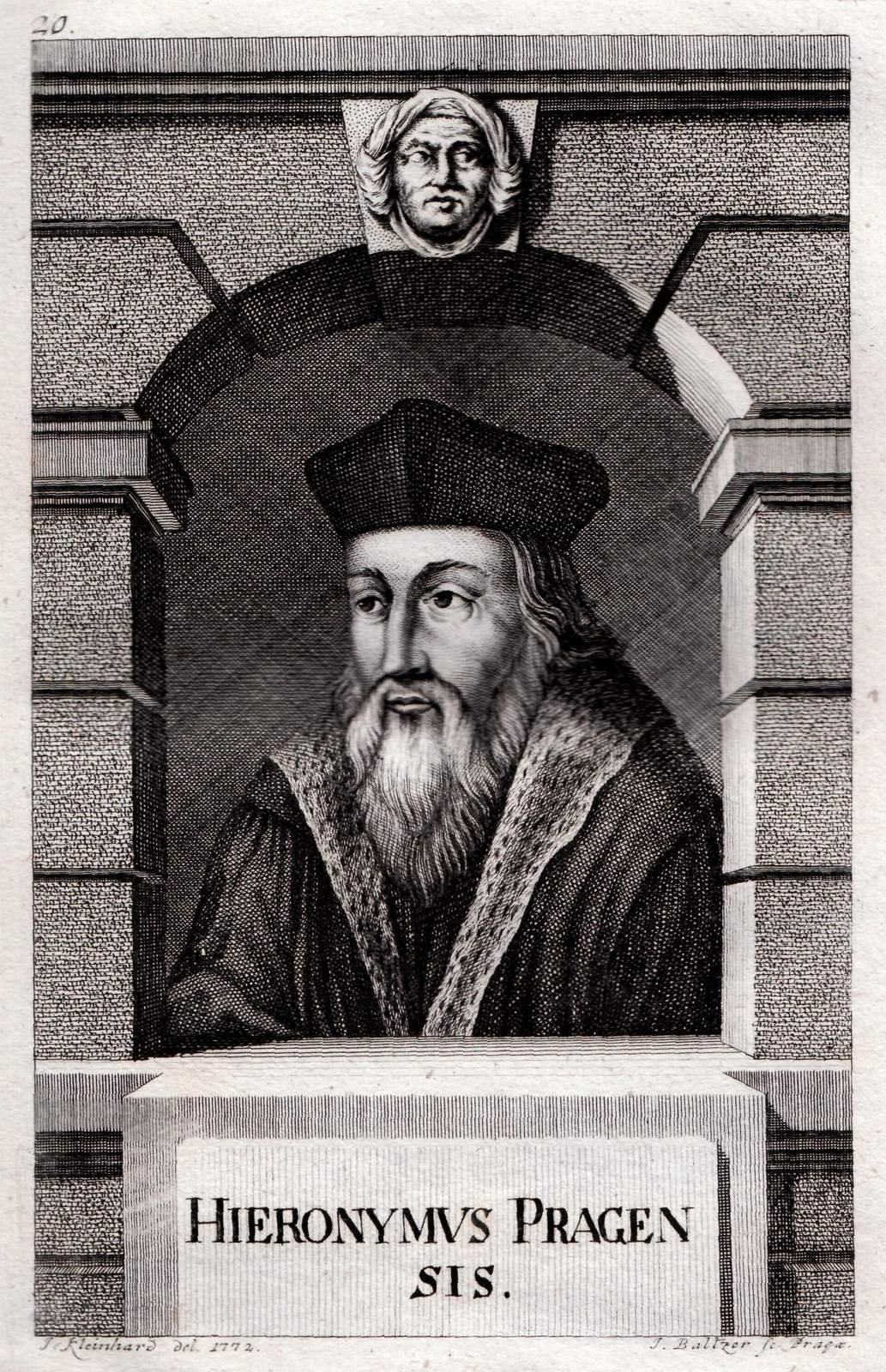
Hieronymus von Prag
Kupferstich von Johann Balzer (1772)

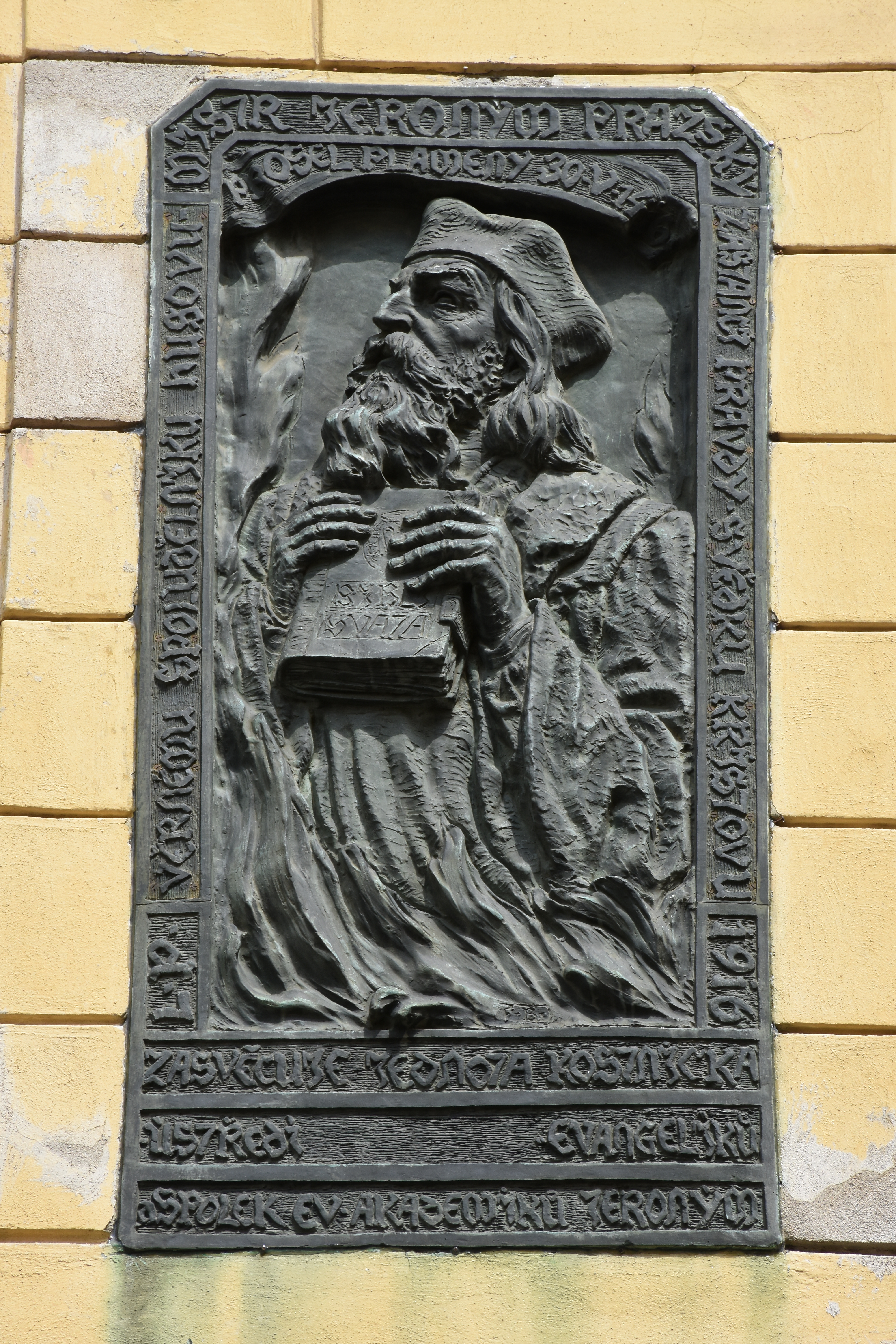
Gedenktafel für Hieronymus von Prag an seinem Geburtshaus in Prag

Hieronymus von Prag (* um 1379 in Prag; † 30. Mai 1416 in Konstanz, tschechisch: Jeroným Pražský) war ein böhmischer Gelehrter, Mitstreiter von Jan Hus und Mitbegründer der hussitischen Bewegung.

## Reisender Scholar

### Kuttenberger Dekret
Hieronymus von Prag studierte in Prag und erwarb 1398 an der Karls-Universität Prag den Baccalaureus-Grad. Er war Philosoph und nicht Theologe. Im Jahr 1399 reiste er nach Oxford, machte sich mit der Wyclifschen Lehre vertraut, schrieb dessen Bücher ab und verbreitete sie in Böhmen. Im Jahr 1403 reiste er bis nach Jerusalem. In den Jahren 1404 bis 1405 war er in Paris, studierte und erwarb den Grad magister in artibus und war als magister regens tätig. Im Jahr 1406 war er magister artium an der Kölner und Heidelberger Universität. Danach war er Magister an der Prager Universität. Er war Anhänger von John Wyclif und involviert ins Kuttenberger Dekret von 1409, das den Böhmen erstmals die Mehrheit der Stimmen bei Entscheidungen der Prager Universität gab. Ausländische Gelehrte und deutsche Studenten verließen daraufhin die Universität. Im Jahr 1410 reiste er nach Buda und nach Wien.

### Wiener Prozess
In Wien wurde er wegen der Verbreitung der Ideen von John Wyclif angeklagt, der sich gegen den Reichtum der Kirche und die Hierarchien ausgesprochen hatte. Er versprach, Wien nicht vor Beendigung des Verfahrens zu verlassen, sonst würde er exkommuniziert und des Meineides für schuldig gesprochen werden. Heimlich floh er. Nach der Aufforderung vom 20. September 1410 an der Kirchentür von St. Stephan, persönlich zum Prozess zu erscheinen, wurde er wegen Nichterscheinens am 22. Oktober 1410 des Meineides für schuldig gesprochen und exkommuniziert. Am 31. August 1412 wurde er erneut vorgeladen, erschien wieder nicht und wurde als Ketzer verurteilt.

### Gespräche mit orthodoxen Klerikern
Im Jahr 1413 reiste er nach Krakau und von dort aus nach Litauen innerhalb des Königreichs Polen-Litauen und in die Städte Witebsk, Pskow und Wilna. Er suchte Kontakt mit Vertretern der Orthodoxen Kirche.

## Denkgebäude
Hieronymus von Prag übte praktische Kritik an der Kirche. Poggius Florentinus schilderte Hieronymus von Prag als einen Menschen mit großem Wissen, großer Beredsamkeit, vorzüglichem Gedächtnis, Schlagfertigkeit und Furchtlosigkeit. In einigen Ansichten war Hieronymus von Prag radikaler als Jan Hus selbst. Es war ihm ein wesentliches Anliegen, eine mögliche Kirchenreform auf Grundlage der ursprünglichen Überlieferung durchzuführen. Er war ein spätmittelalterlicher Denker und Verfasser philosophischer Schriften.

## Ende durch das Konstanzer Konzil

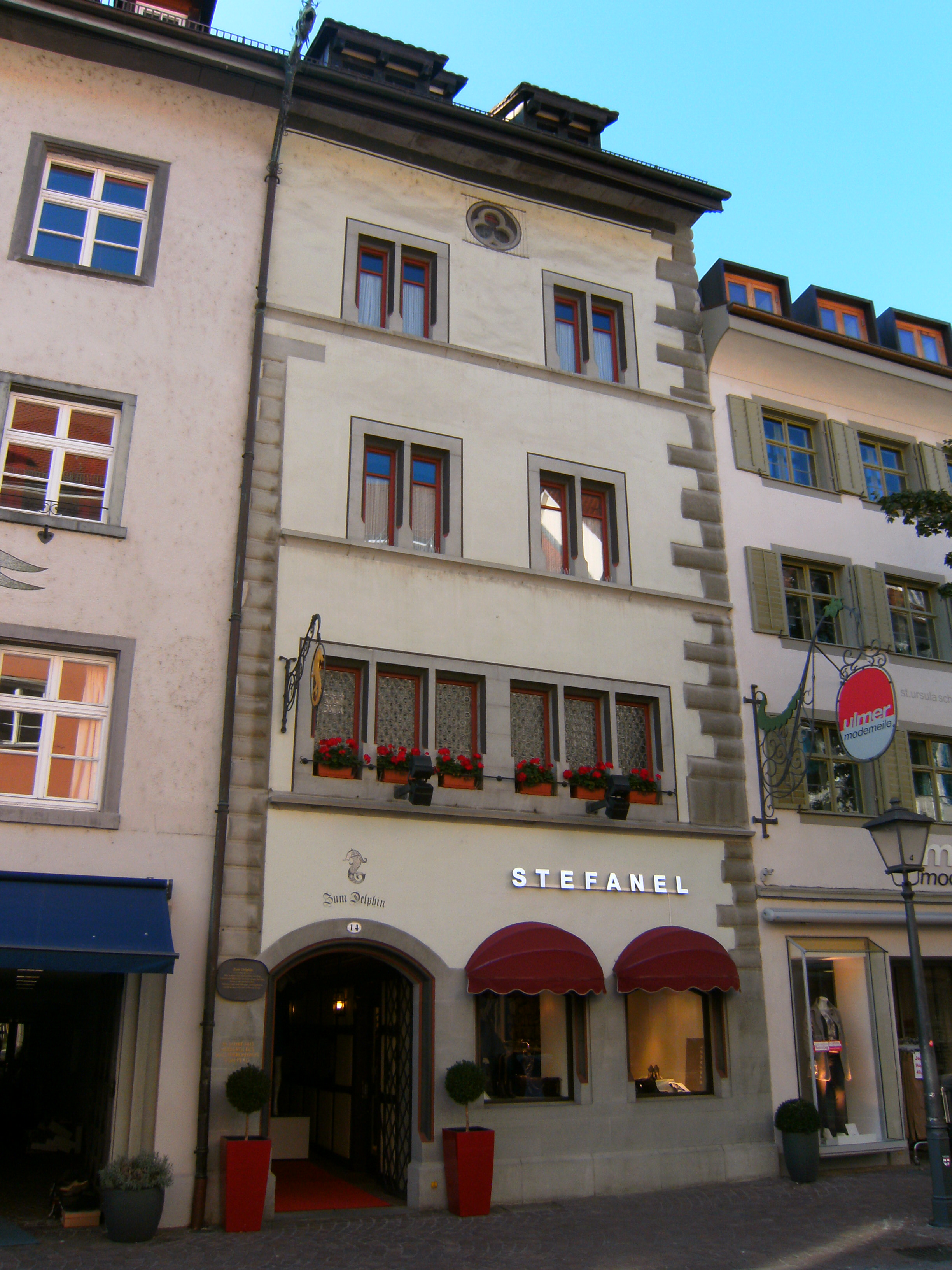
Herberge des Hieronymus von Prag im Jahr 1415 in der Hussenstraße 14 in Konstanz

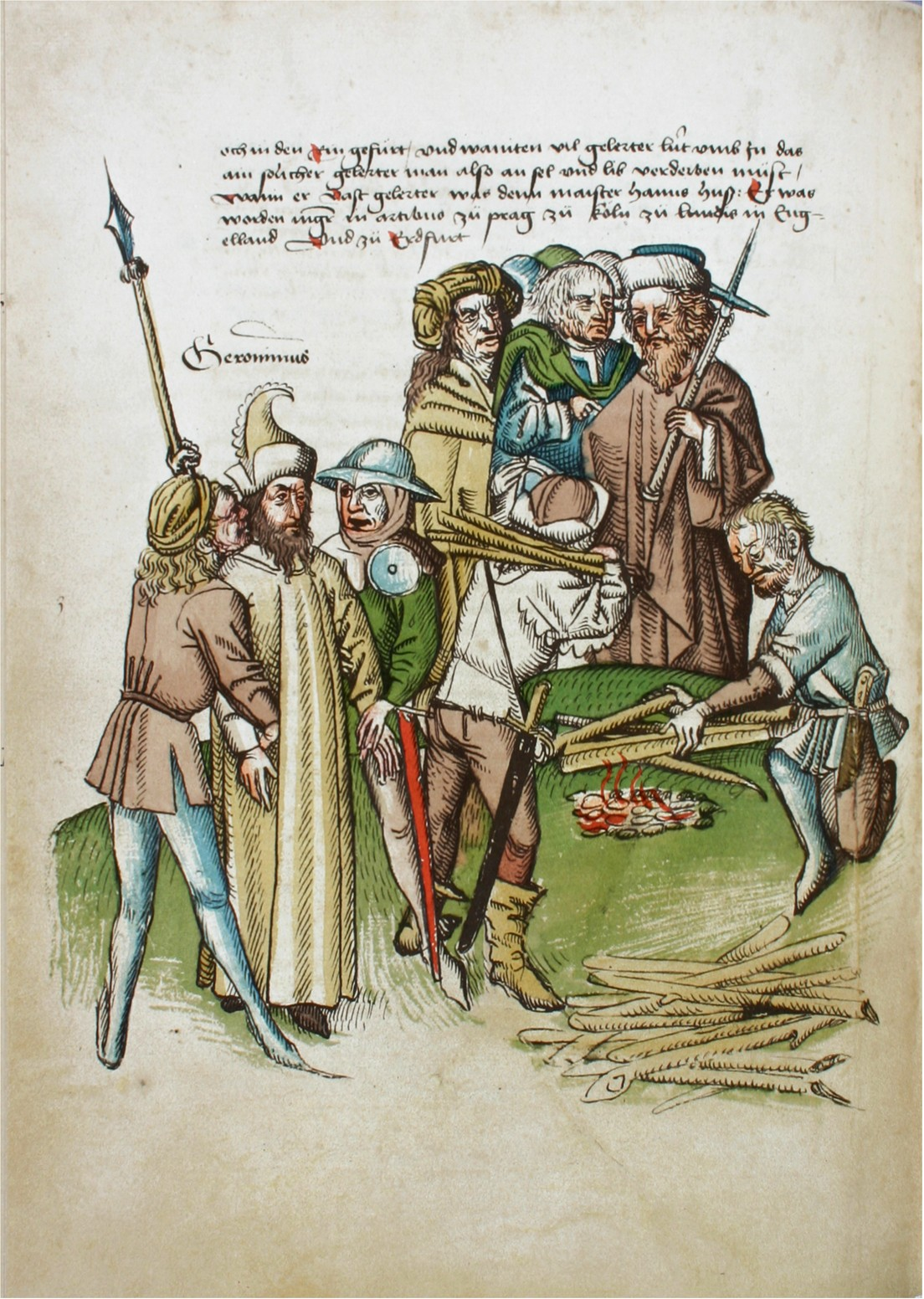
Hieronymus von Prag wird zum Scheiterhaufen geführt (Konstanzer Richental Chronik)

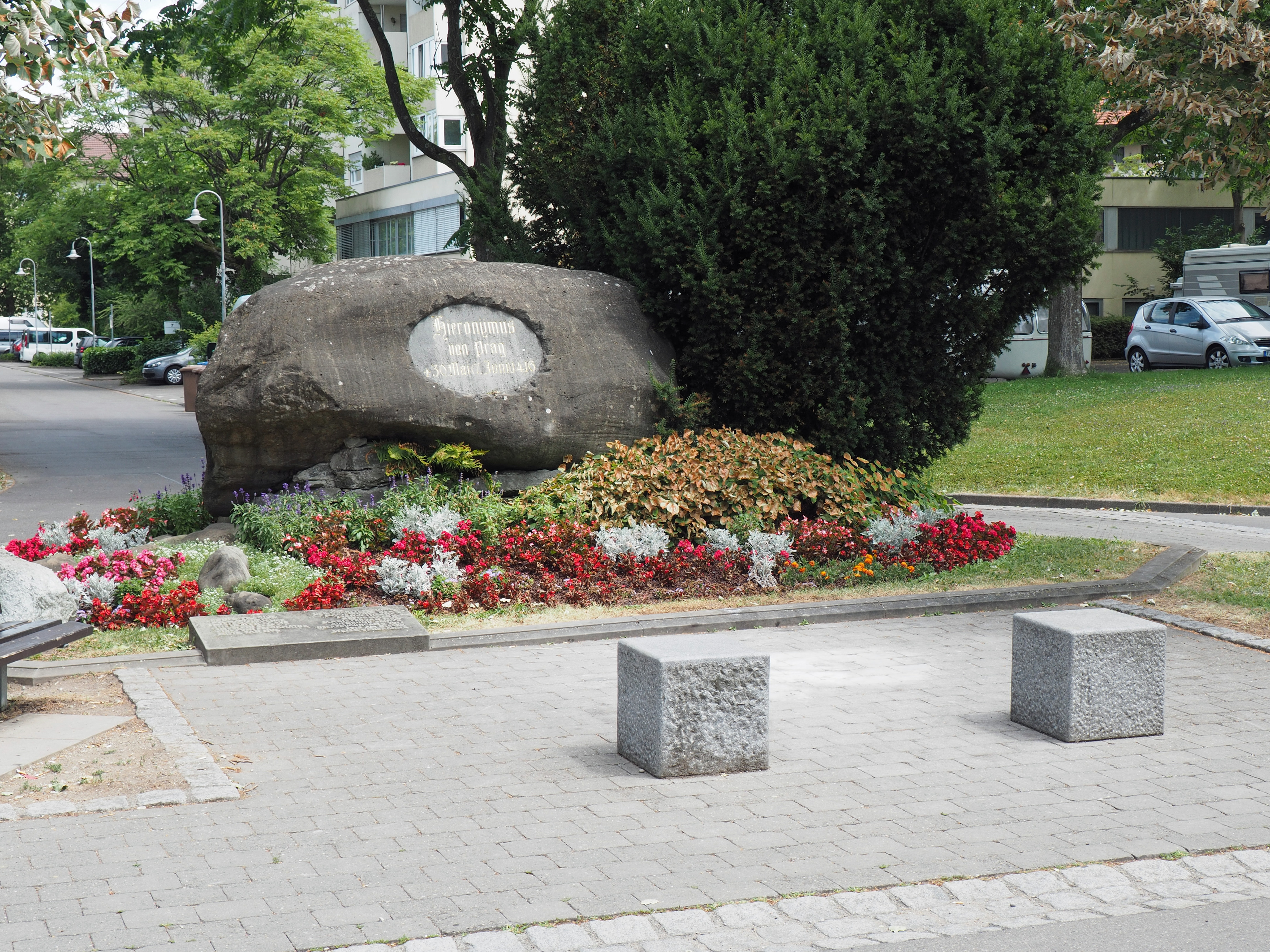
Hussenstein. Vermutlich an dieser Stelle wurde Hieronymus von Prag verbrannt.

### Weg nach Konstanz
Als Jan Hus auf dem Konstanzer Konzil verhaftet wurde, eilte Hieronymus im Frühjahr 1415 nach Konstanz, um ihn zu verteidigen. Er kam am 4. April 1415 mit seinen Schülern unerkannt in Konstanz an und wohnte im Haus Zum Delphin in der Hussenstraße 14. Er wurde von den Böhmen in Konstanz gewarnt und zog sich nach Überlingen zurück. Von dort beantragte er am 7. April 1415 beim Konzil sicheres Geleit. Als er erfuhr, dass er verhaftet werden sollte, machte er sich auf den Rückweg nach Prag. Nach seiner Übernachtung in Hirschau in der Oberpfalz wurde er aufgrund von Hinweisen vom dortigen Stadtvogt Teynstauffer auf dem weiteren Rückweg am 24. April 1415 verhaftet und zum Pfalzgrafen Johann nach Sulzbach in der Oberpfalz gebracht und in Fesseln gelegt. Pfalzgraf Johann berichtete an das Konzil. Dieses verlangte aufgrund einer bereits bestehenden Vorladung wegen Ketzerei vom 18. April 1415 die Auslieferung. Hieronymus von Prag wurde in Eisenketten gelegt und vom Pfalzgraf nach Konstanz überführt und kam dort auf einem offenen Wagen mit langer Kette am 23. Mai 1415 an.

### Verhör und Einkerkerung
Er wurde im Franziskanerkloster verhört und im Kerker im Turm bei St. Paul an der Oberen Laube 73 in Konstanz gefangen gehalten. Am 6. Juli 1415 wurde Jan Hus verbrannt. Angesichts der Gewissheit, ebenfalls auf dem Scheiterhaufen zu enden, widersprach Hieronymus von Prag am 23. September 1415 vor dem Konzil den 45 Thesen von John Wycliff und den 30 Artikeln von Jan Hus. Aber er wurde weiter eingekerkert. Das Verfahren wurde neu aufgenommen. Im Turm war er ein Jahr minus sieben Tage eingekerkert. Er konnte dort nichts lesen und nichts sehen und beklagte die Unmenschlichkeit ihm gegenüber, die Härte und den Gestank.

### Bekenntnis und kirchliche Verurteilung
Hieronymus von Prag hielt seine Verteidigungsrede und distanzierte sich am 23. und 26. Mai 1416 im Münster von seinem Widerruf. Er bekannte sich zu den Lehren von Wycliff und Jan Hus und geißelte den Missbrauch, Hochmut, Luxus und Pomp der Prälaten. Der Besitz der Kirche sei zuerst für die Armen und Pilger zu verwenden und erst danach von der Kirche. Am 30. Mai 1416 wurde er vom Konzil im Münster als Ketzer verurteilt. Die Ketzermütze setzte sich Hieronymus von Prag selber auf und verwies darauf, dass Christus die Dornenkrone trug.

### Weltliche Hinrichtung
Er wurde der weltlichen Macht übergeben und an derselben Stelle wie Jan Hus in Konstanz verbrannt. Der Stockacher Adlige Eberhard IV. von Nellenburg (1363–1422) geleitete mit anderen Adligen Hieronymus von Prag zu seiner Hinrichtung und überwachte sie mit. Hieronymus von Prag starb unter Qualen.
Auf dem Scheiterhaufen wurden auch sein Bett, seine Kleidung und seine Habseligkeiten verbrannt. Die Asche wurde in einen Karren geschaufelt und in den Rhein geworfen.
Über dieses Geschehen berichtete Poggio Bracciolini in einem Brief an Leonardo Bruni.

„… Als er zu der Stelle kam, wo er sterben sollte, zog er selbst seine Kleider aus, fiel nieder auf die Knie und lobte und ehrte den Pfahl, an den er gebunden werden und sterben sollte. Zuerst wurde er mit nassen Seilen und mit einer Kette nackt an den Pfahl gefesselt, und anschließend schichtete man große Holzscheite um seine Brust, dazwischen legte man Spreu. Als man das Feuer anzündete, fing er an, einen Lobpreis und das Glaubensbekenntnis zu singen: Credo in unum deum – ich glaube an den einen Gott. Den zuletzt der Rauch und das Feuer aufnahm und dämmte. …“

## Verwechslung mit Faulfisch
Über Jahrhunderte wurde Hieronymus von Prag mit dem Beinamen „Faulfisch“ in der Literatur geführt. Forschungen zufolge ist der Grund dafür die Verwechslung seiner Person mit dem Magister der freien Künste Nicolaus Faulfisch, der aber älter und nie am Bodensee war.

## Gedenken

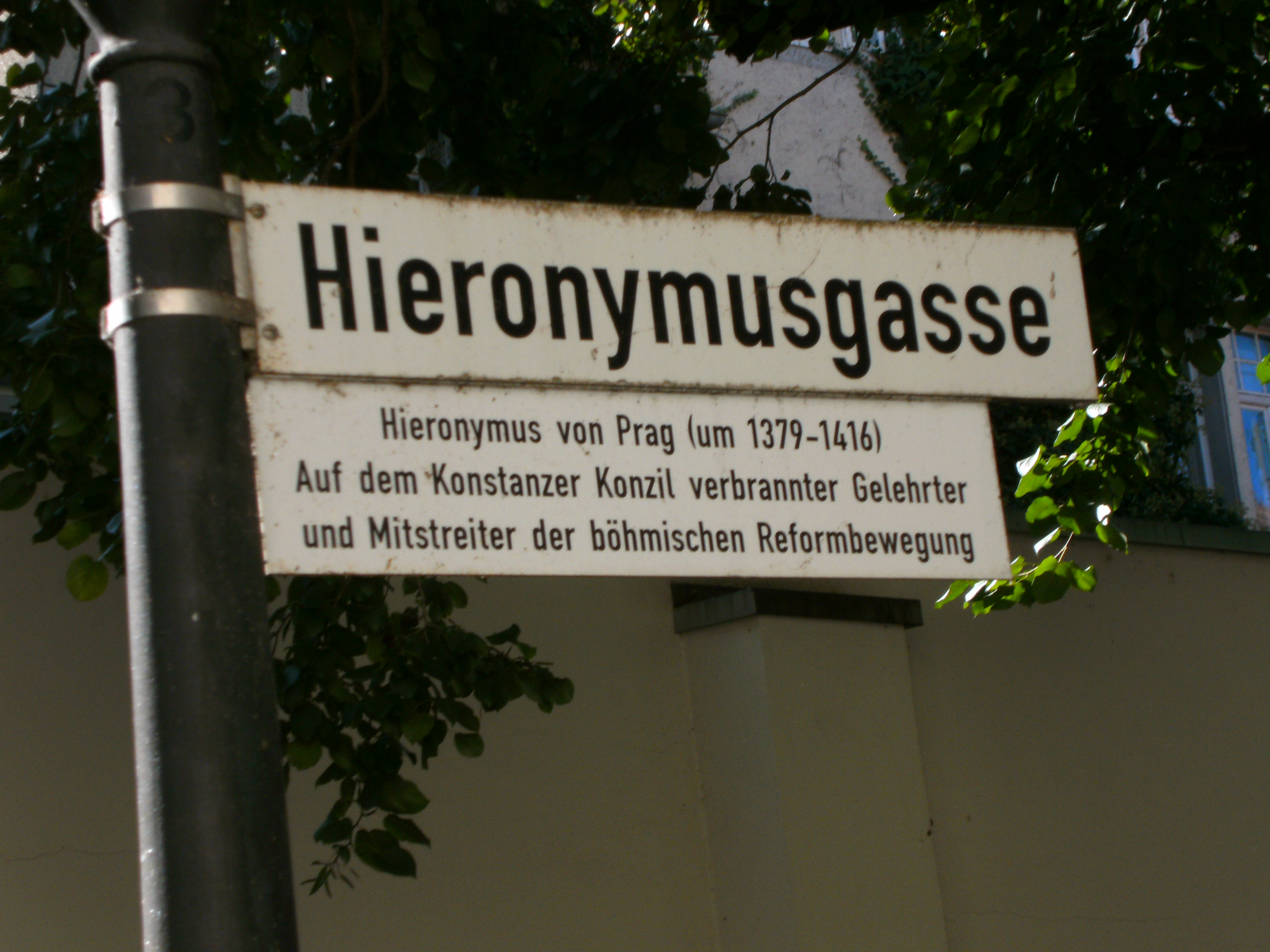
Konstanz, Hieronymusgasse: Straßenschild zur Erinnerung an Hieronymus von Prag

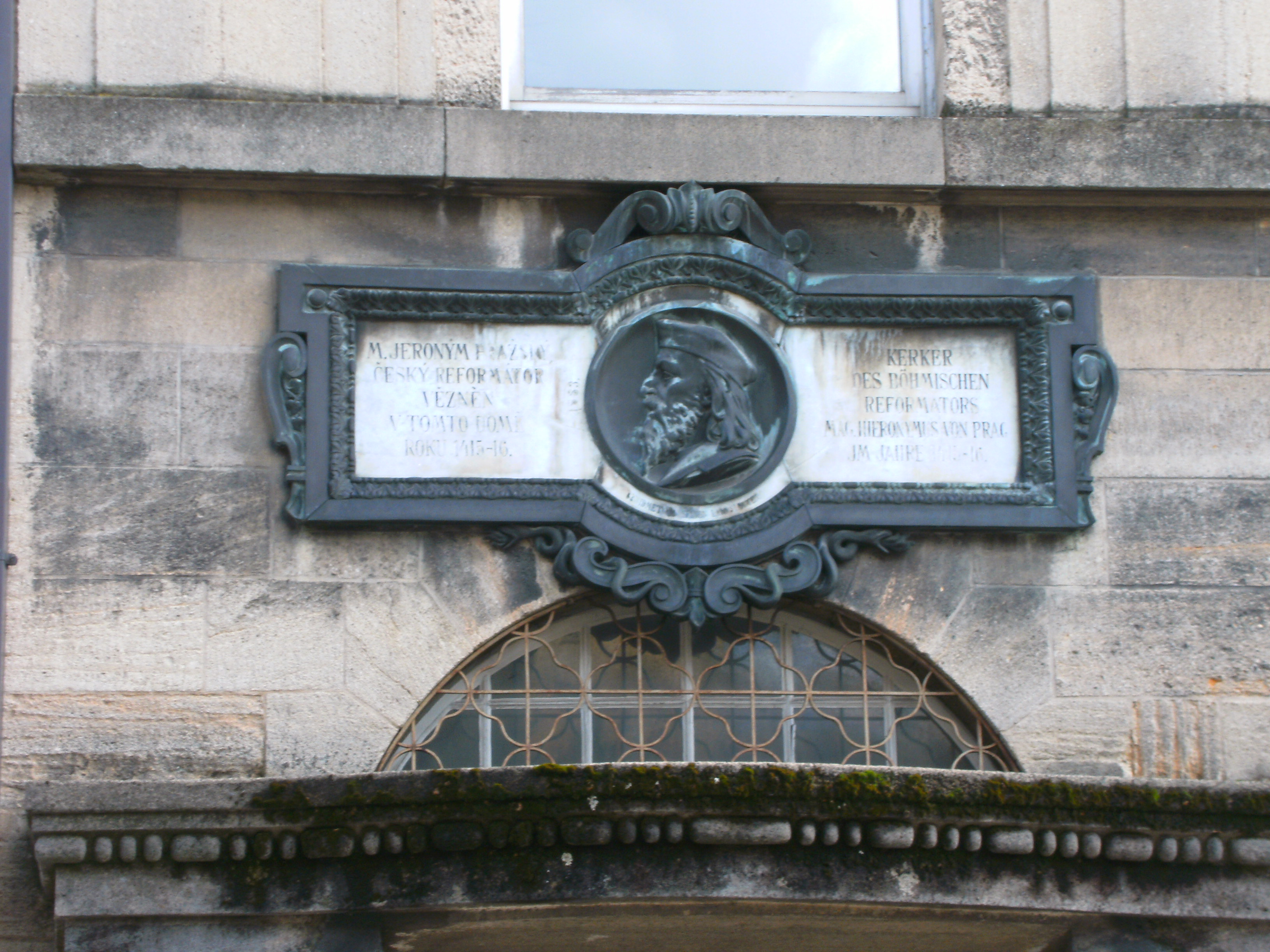
Konstanz, Obere Laube 74: Büste von Hieronymus von Prag

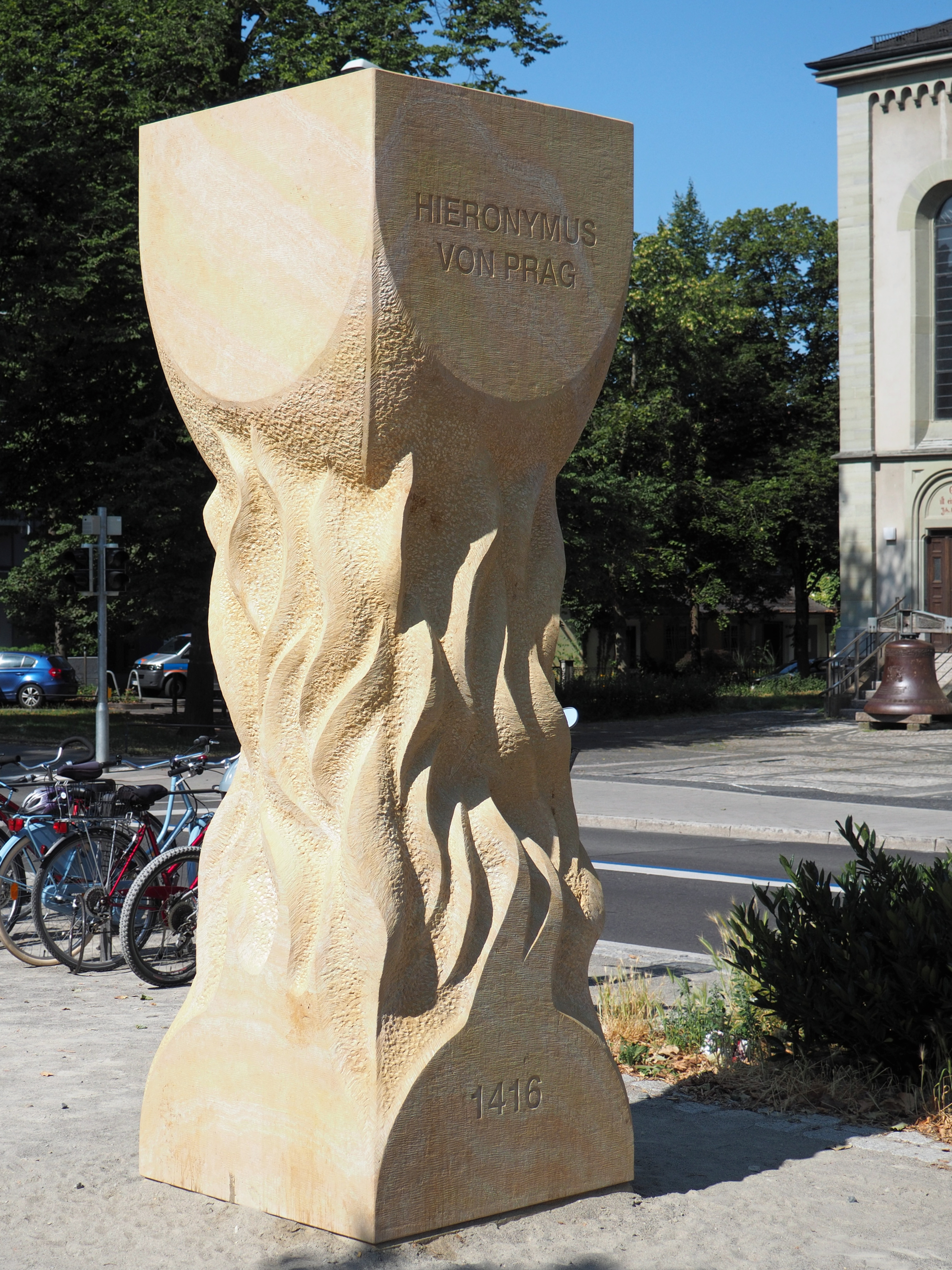
Denkmal für Jan Hus und Hieronymus von Prag bei der Lutherkirche auf dem Mittelstreifen der Laube

Eine Gedenkplakette am Haus Zum Delphin in der Hussenstraße 14 in der Altstadt von Konstanz erinnert daran, dass Hieronymus von Prag 1415 hier wohnte, bevor er floh. (Lage). Die Verbindungsgasse zwischen Hussenstraße und Laube, in der sich früher die St. Paulskirche befand, hieß von 1876 bis 1939 Hieronymusgasse. Sie wurde in der Zeit des Nationalsozialismus in Pfauengasse umbenannt. Erst 2003 erhielt sie wieder den ursprünglichen Namen Hieronymusgasse. An der Oberen Laube 73, wo Hieronymus im Turm nahe der Paulskirche in Ketten eingekerkert war, erinnert seit 1867 eine Gedenkplakette an Hieronymus von Prag. An der Laube, auf der Höhe der Lutherkirche, befindet sich das Denkmal „Flammender Kelch“ für Jan Hus und seinen Mitstreiter Hieronymus von Prag. (Lage). Im Stadtteil Paradies befindet sich der Hussenstein, an dessen Stelle Jan Hus und später Hieronymus von Prag verbrannt wurden (Lage).
Sein Gedenktag im Evangelischen Namenkalender ist der 29. Mai.

## Reformatoren im Geiste von Hieronymus von Prag
- Martin Luther
- Ambrosius Blarer